# Église Saint-Pierre de Linars
Pour les articles homonymes, voir Église Saint-Pierre.
L'église Saint-Pierre est une église catholique située à Linars, en France.

## Localisation
L'église est située dans le département français de la Charente, sur la commune de Linars, à l'ouest d'Angoulême.

## Historique
L'église est de style roman et date du XIIe siècle. Elle présente une façade originale. L'actuel clocher servait à l'origine de donjon pouvant surveiller la vallée de la Charente. Sa cloche en bronze date de 1752. Elle possède l'inscription « I.H.S.CHRISTOPHE PAJOT, CHEVALIER, SEIGNEUR DE MARCHEVAL, MILLANEAX, MUNEG ET AUTRES LIEUX, CONSEILLER DU ROY EN SES CONSEILS, MAITRE DES REQUETES ORDINAIRES DE SON HOTEL, INTENDANT DE JUSTICE, POLICE, FINANCES EN LA GENERALITE DE LIMOGES. DAME MARIE HELENE MORLAIX DE SAINT JUST. 1752 », et elle est classée monument historique au titre objet depuis 1943.

L'église St-Pierre
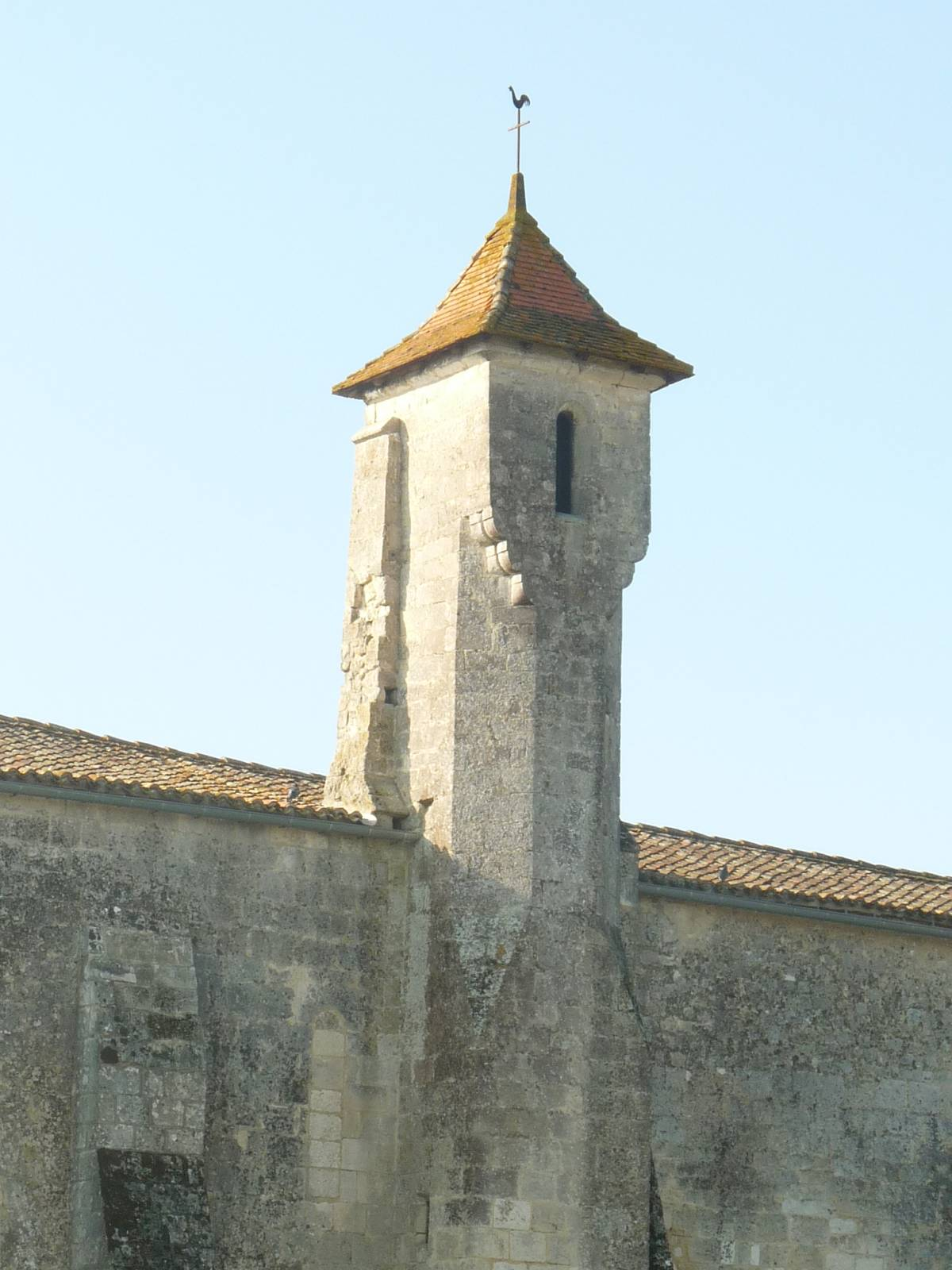
Le clocher
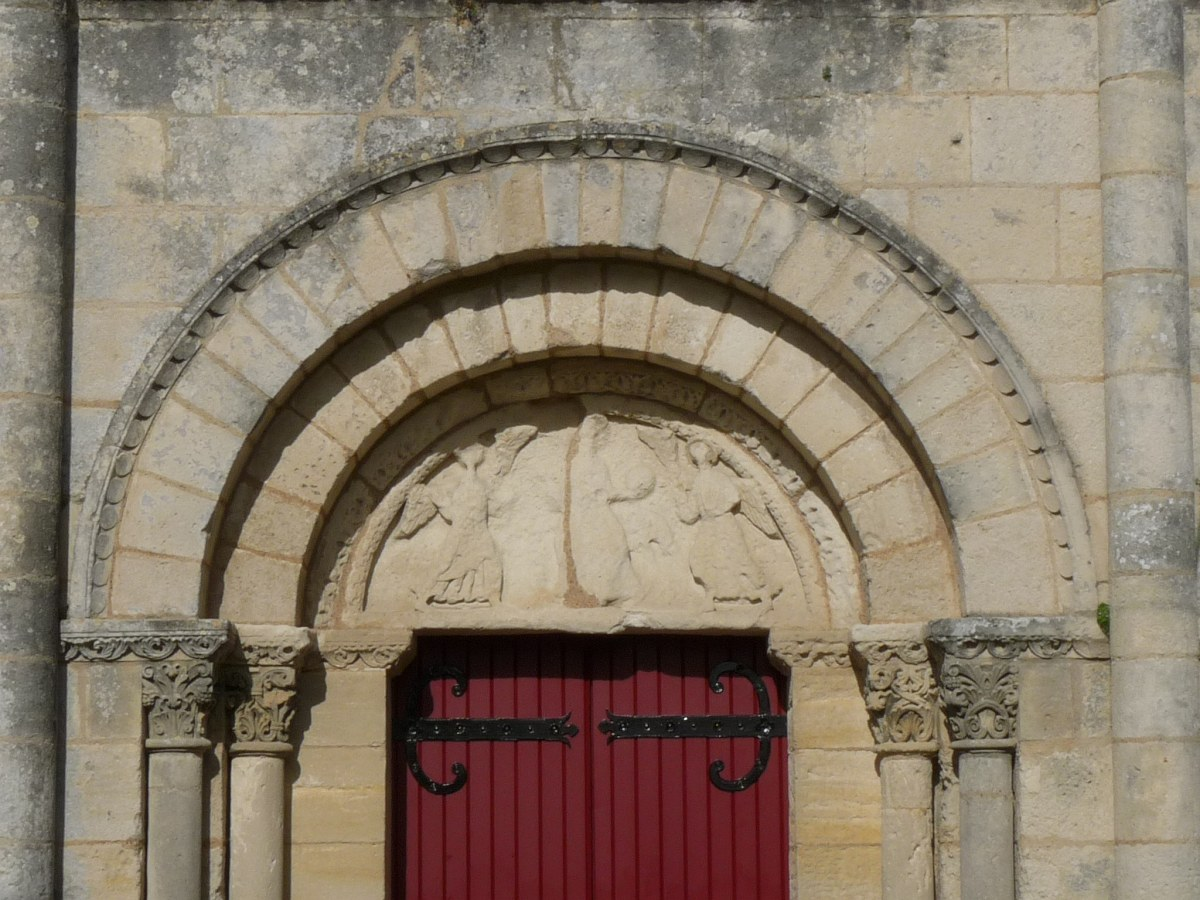
Le portail
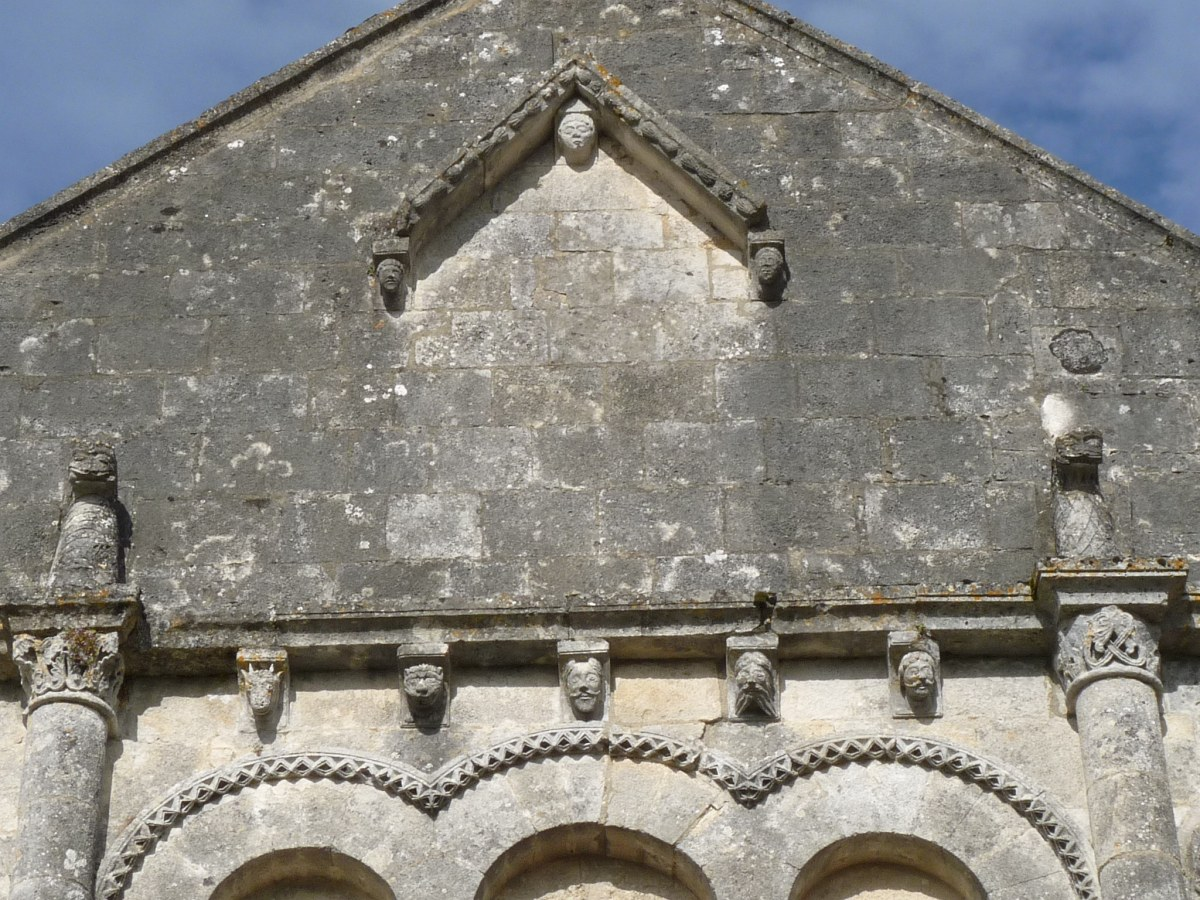
Le tympan
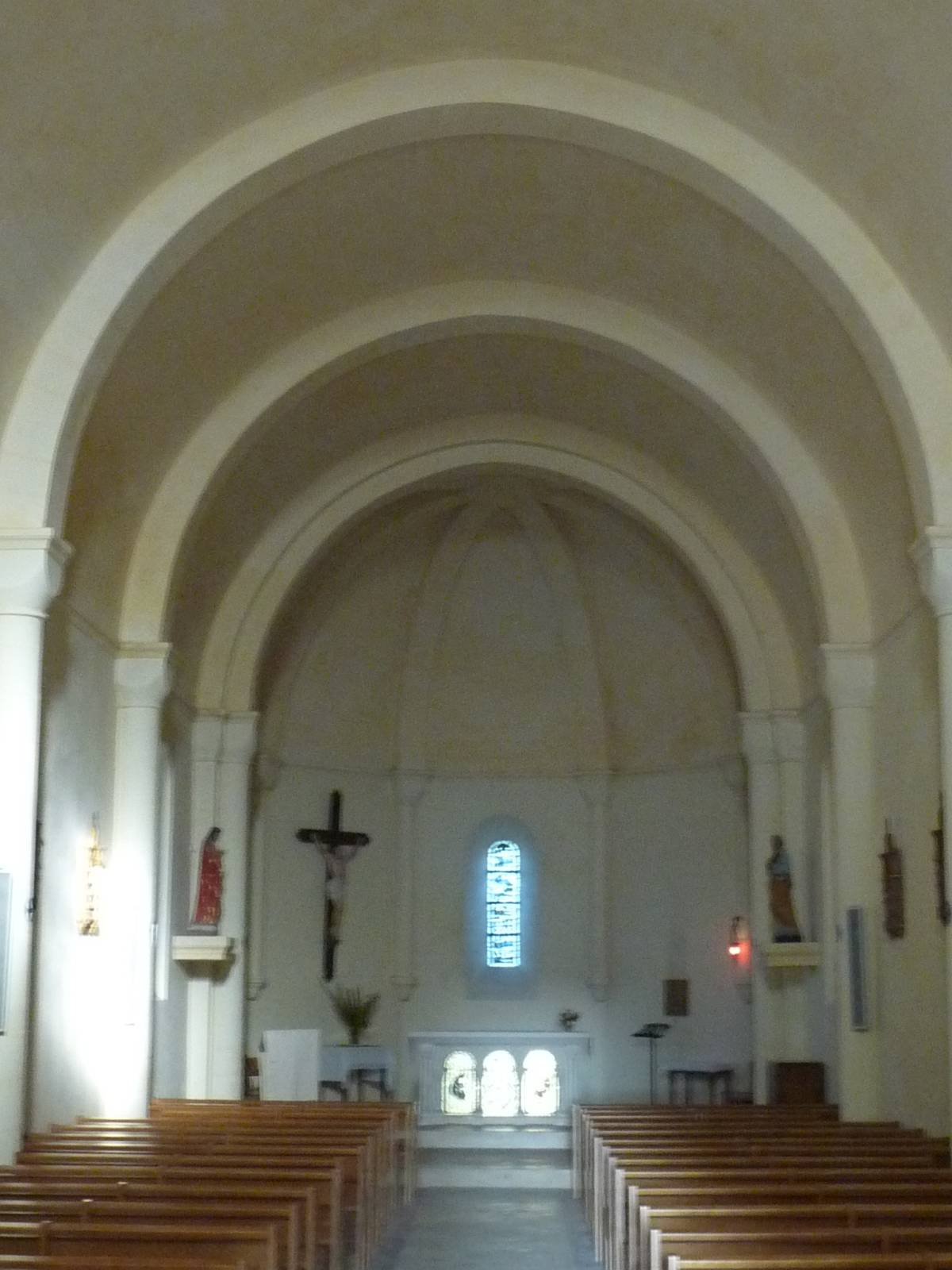
L'intérieur

L'édifice est classé au titre des monuments historiques le 13 juin 1913.